# Berillium-monohidrid
A berillium-monohidrid (BeH•) a molekulapálya-elmélet szerint a fél kötésrendű molekula egyik példája. Metastabil, egy vegyértékű gyök, csak gázfázisban figyelték meg. A berillium egy vegyértékkel kötődik a hidrogénhez, és van egy szabad vegyértéke.
A kötéshossza 134,2396(3) pm, a disszociációs energiája 17 702(200) cm-1.

## Fordítás
- Ez a szócikk részben vagy egészben  a   Beryllium monohydride című angol Wikipédia-szócikk fordításán alapul.  Az eredeti cikk szerkesztőit annak laptörténete sorolja fel. Ez a jelzés csupán a megfogalmazás eredetét és a szerzői jogokat jelzi, nem szolgál a cikkben szereplő információk forrásmegjelöléseként.